# جو می ریونگ
جو می ریونگ (کره‌ای: 조미령؛ زادهٔ ۱۶ آوریل ۱۹۷۳) بازیگر اهل کره جنوبی است. او بیشتر به خاطر ایفای نقش مکمل در مجموعه‌های تلویزیونی همچون خانواده ده باک (۲۰۰۲)، عاشقتم (۲۰۰۸) و شکارچیان برده (۲۰۱۰) شناخته می‌شود.

## فیلم‌شناسی

### فیلم
| سال  | عنوان                    | نقش                              |
| ---- | ------------------------ | -------------------------------- |
| ۲۰۰۳ | همسر من گانگستر است      | گوم اون بانگ                     |
| ۲۰۰۳ | بزرگ‌ترین انتظار          | می ئه                            |
| ۲۰۰۴ | چه کسی نوار دریافت کرده؟ | می سوک                           |
| ۲۰۰۵ | عشق در جادو              | لی سون هی                        |
| ۲۰۰۶ | سه خاطرخواه              | شیم جونگ سون                     |
| ۲۰۰۸ | زندگی زیباست             | زن در سالن زیبایی (حضور افتخاری) |
| ۲۰۰۸ | سانی                     | جنی (حضور افتخاری)               |